# Vampire Killer
Vampire Killer, відомий у Японії як Akumajō Dracula, — це платформна відеогра, розроблена та опублікована Konami для MSX2 у 1986 році. Це паралельна версія оригінальної Castlevania, яка дебютувала місяцем раніше для Famicom Disk System під тією ж японською назвою. Однак версія MSX2 була локалізована першою в Європі та опублікована без бренду Castlevania, який франшиза почала використовувати за кордоном у 1987 році, коли версія NES була випущена в Північній Америці (де ні Vampire Killer, ні платформа MSX2 не були випущені) Він був перевипущений на віртуальній консолі Wii U 17 грудня 2014 року в Японії.
Як і в Castlevania, гравець керує мисливцем на вампірів Саймоном Бельмонтом, який вирушає в замок Дракули, озброєний містичним батогом, успадкованим від свого батька, щоб убити злого графа.

## Геймплей
Хоча «Вбивця вампірів» має ті самі передумови, саундтрек, персонажів і локації, що й оригінальна Castlevania, структура гри та її ігрові механіки суттєво відрізняються від її аналога NES. Як і Castlevania, Vampire Killer складається з 18 етапів, із зустріччю з босом наприкінці кожного третього етапу. Але на відміну від лінійного дизайну рівнів у Castlevania, Vampire Killer має більш схожі на лабіринти етапи, які вимагають від гравця пошуку виходу на наступний етап і пошуку скелетного ключа, необхідного для його розблокування. Через апаратні обмеження MSX2 у Vampire Killer замість сайд скролингу використовуються поворотні екрани . У гру можна грати за допомогою клавіатури або ігрового контролера.
Предмети та зброю можна отримати, проламавши підставки для свічок і певні стіни, як у версії NES, і купивши їх у торговців, захованих по всьому замку, або розблокувавши скрині зі скарбами за допомогою ключів. Батіг Саймона за замовчуванням можна замінити однією з чотирьох видів зброї: ланцюговим батогом, метальними кинджалами, бойовою сокирою та бойовим хрестом — останні два функціонують як бумеранг, і їх потрібно спіймати на зворотному шляху, якщо гравець хоче зберегти. їх.
Є чотири предмети, які Саймон може носити з собою, подібно до додаткової зброї у версії NES: мапа, яка показує його поточне положення та розташування виходу (можна використати лише тричі), свята вода, пісочний годинник (який тимчасово паралізує всіх ворогів) і один із двох типів щитів. Очки серця використовуються як боєприпаси для святої води та пісочного годинника та як валюта для торговців.
Існують інші предмети, які забезпечують пасивні ефекти, такі як збільшення або зменшення інтелекту Саймона (що впливає на ціни предметів, що продаються торговцями), тимчасова невразливість, збільшення швидкості, вищі стрибки та відновлення здоров'я. Після перемоги над босом Саймон почне наступний етап без будь-якого свого раніше накопиченого спорядження, окрім кількості сердець і карти.
Гравець починає гру з трьома життями і не має можливості отримати додаткові життя. Немає продовження, якщо гра не грається з картриджем Game Master у другому слоті. Граючи з Game Master, можна вибрати етап і кількість життів для початку, а також можливість пропускати екрани.

## Сприйняття критиків
Time Extension поставив Vampire Killer на четверте місце у своєму списку рейтингових ігор Castlevania. Описано, що це «досить незвична спроба розширити оригінальну гру новими і цікавими способами, і доводить, що з самого початку Konami чітко усвідомлювала, що Castlevania — це франшиза, яка може легко розвиватися за межами свого екшен-платформерного походження. Проблема в тому, що ця спроба створити своєрідний гібрид екшн-RPG сильно псується нелінійною структурою (яка передбачає проходження зациклених рівнів у пошуках ключів) і сумнозвісною нездатністю MSX2 обробляти плавний сайд скролинг — екрани „перекидаються“ з одного на інший, коли ви досягаєте краю кімнати. Це цікава історична довідка, але крім цього, Vampire Killer не варта тієї сліпучої ціни, за яку оригінальна версія зараз переходить з рук в руки».

## Спадщина
Випущений того ж року, що й лінійна Castlevania, Vampire Killer заклав основу для більш вільного та відкритого формату Metroidvania.

## Нотатки
1. ↑  Японська: 悪魔城ドラキュラ Хепберна: Akumajō Dorakyura?, lit. Demon Castle Dracula